# 新城俊昭
新城 俊昭（あらしろ としあき、1950年 - ）は、日本の教師、沖縄大学客員教授。沖縄県の県立高等学校に歴史教師として長年勤務し、沖縄史教育の普及や平和教育に関わる社会的活動で知られ、沖縄歴史教育研究会代表、顧問、沖縄県平和祈念資料館の監修委員、運営委員、米軍人・軍属による事件被害者の会の代表世話人などを務めた。

## 概要
沖縄県本部町生まれ。1956年3月、新城が5歳のときに、当時28歳だった父親が米兵の運転する自動車に轢かれて事故死し、その後、母親が妹たちを連れて家を出たため一家は離散し、新城は祖母や親族のもとで育った。
高校時代の1968年には、陸上競技400メートル競走の選手として高校総体にも出場したが、広島県で行なわれた大会の際に、他県の選手などから向けられた沖縄についての質問の多くに答えられなかったことが、沖縄の歴史に取り組むひとつの契機となった。また、復帰運動に取り組んでいた教師たちへの憧れから、教職を目指し、立正大学文学部史学科を卒業した。
1974年、おもに日本史を担当する歴史教師として教職に就き、以降、沖縄の歴史についての教育を高等学校教育に普及させる運動や、平和教育運動に関わる
1980年代半ばに沖縄県立八重山高等学校教諭であった頃の教え子たちの中に、後のBEGINのメンバーがいた。その後、那覇高等学校、大平高等学校および同校が改称した陽明高等学校、嘉手納高等学校、宜野湾高等学校。
1996年、沖縄タイムス教育賞を受賞。
2011年に、高等学校教員を定年退職し、その後、沖縄大学客員教授となった。
高校教員であった間に、新城は個人として、また、沖縄歴史教育研究会として、沖縄史の教育のための教材として様々な出版に関係した。特に、1994年に自費出版した「琉球・沖縄史」の通史副読本は、県内の30校で副読本として採用され、5,000部が短期のうちに完売し、新聞などでも取り上げられた。
BEGINの2000年のアルバム『ビギンの島唄 〜オモトタケオ〜』に収録された「涙そうそう ウチナーグチバージョン」のウチナーグチ（沖縄方言）による詞は新城が作成したものであり、ほかにもウチナーグチによる作詞を行なっている。

## おもな業績

### 単著
- 南ぬ島旅情、那覇出版社、1984年
- 南の島のはなし、むぎ社（若太陽文庫 1）、1996年
- 夕陽の証言 : 少年の見た米軍統治下の沖縄重い扉をひらくためのたたかい、むぎ社（若太陽文庫 2）、1996年
- クイズで学ぼう琉球・沖縄の歴史 : Q&A、むぎ社（若太陽文庫 3）、1997年
- 高等学校琉球・沖縄史、編集工房東洋企画、1997年
- 見て観て考える図説琉球・沖縄、むぎ社（沖縄県中城村）、1999年
- 若太陽賛歌 : 青春詩集、むぎ社（若太陽文庫 5）、2000年
- 教師になるあなたへ : ティー茶ーホッとタイム、むぎ社（若太陽文庫 9）、2001年
- 高等学校琉球・沖縄の歴史と文化 : 書き込み教科書、編集工房東洋企画（糸満）、2003年
- 沖縄戦から何を学ぶか : 戦後60年戦争を知らない世代のための平和学習書、沖縄時事出版、2005年
- 琉球・沖縄歴史人物伝 : 親子で学ぶ沖縄人の生き方、沖縄時事出版、2007年
- これだけは知っておきたい琉球・沖縄のこと : 琉球・沖縄のことをもっとよく知るための問題集、沖縄時事出版、2007年
- 琉球・沖縄史 : 沖縄をよく知るための歴史教科書 : ジュニア版、編集工房東洋企画、2008年
- 沖縄から見える歴史風景 : 探究心を育てるためのもう一つのまなざし : 高校日本史教科書Bに記述されている琉球・沖縄、編集工房東洋企画（糸満）、2010年
- 沖縄のはなし : 読み語り読本、編集工房東洋企画（糸満）、2011年

### 共編著
- 共著:前川喜平、青砥恭、関本保孝、善元幸夫、金井景子『教育のなかのマイノリティを語る―高校中退・夜間中学・外国につながる子ども・ＬＧＢＴ・沖縄の歴史教育』明石書店、2018年9月5日。ISBN  9784750347141。